# Giovanni Fornero
Giovanni Fornero (Vigone, 1950) è un filosofo e saggista italiano.
È coautore, con Nicola Abbagnano, di manuali di storia della filosofia di grande notorietà e autore di saggi sulla bioetica, sulla laicità e sulle problematiche filosofico-giuridiche del fine vita, in rapporto alle quali ha sempre più accentuato il suo aspetto di filosofo – o giusfilosofo – del fine vita.

## Biografia
Giovanni Fornero è nato a Vigone, in provincia di Torino nel 1950. Ha compiuto studi filosofici presso l'Università degli Studi di Torino e ha avuto, tra i suoi maestri, Nicola Abbagnano, Pietro Chiodi, Luigi Pareyson, Gianni Vattimo e Norberto Bobbio. Si è laureato nel 1974 con una tesi sull'esistenzialismo italiano. Dopo aver insegnato per alcuni anni, in seguito ha svolto un'attività di libero scrittore, curando, su incarico dello stesso Abbagnano, una serie di aggiornamenti della sua celebre storia della filosofia, alcuni dei quali tradotti anche all'estero. In seguito si è dedicato allo studio, in chiave filosofica, della bioetica, della laicità e delle problematiche del fine vita, che attualmente costituiscono il suo specifico campo di ricerca. Da diversi anni vive in Alto Adige.

## Testi e collane
Sin dagli anni Quaranta Nicola Abbagnano aveva pubblicato un manuale di storia della filosofia per le scuole superiori che, dopo un periodo di notevole diffusione, alla fine degli anni Settanta era quasi sparito dalla scuola. Da ciò la necessità di una profonda revisione dell'opera, che l'anziano filosofo decise di affidare a uno dei suoi ultimi allievi, di cui apprezzava le doti intellettuali e la passione per la filosofia. Nel 1986 nasceva così l'Abbagnano-Fornero, che, anche grazie al continuo lavoro di riscrittura, aggiornamento e ampliamento – che ne fanno ormai un'opera di Fornero più che di Abbagnano –, è tuttora il manuale di filosofia più diffuso nelle scuole italiane.
Fra le sue numerose edizioni e versioni ricordiamo: Filosofi e filosofie nella storia (1 ed. 1986, n.e. 1992), Protagonisti e testi della filosofia (1996, 1999, n. e. 2006), Itinerari della filosofia (2002), La filosofia (2009),  La ricerca del pensiero (2012), Percorsi di filosofia (2012), L'ideale e il reale (2013), Con-Filosofare (2016) e I nodi del pensiero (2017), La filosofia e l'esistenza (2021), Vivere la filosofia (2021) L'ultima edizione aggiornata e ampliata, edita da Sanoma Paravia, è L'avventura del pensiero (2025) 
In questi lavori Fornero, insieme ai suoi collaboratori, segue e sviluppa in modo creativo l'impostazione metodologica di Abbagnano, mirando a un modo di fare storia della filosofia che si qualifica per un'informazione accurata e una profonda empatia con le tematiche trattate.
Lo studioso ha inoltre condiretto alcune collane di destinazione liceale e universitaria: i Sentieri della filosofia e i Sentieri della pedagogia di Paravia con Giorgio Brianese e I fili del pensiero di Bruno Mondadori con Gianni Vattimo.

## Produzione storiografica

### Storia della filosofia
Fra le grandi storie della filosofia in lingua italiana quella pubblicata da Nicola Abbagnano presso la Utet - il cosiddetto Abbagnano grande, uscito in prima edizione fra il 1946 e il 1950 - costituisce un'opera di riferimento fondamentale,  universalmente apprezzata sia nel nostro Paese sia all'estero (come testimonia il giudizio del filosofo e logico statunitense Quine). Dopo la morte di Abbagnano, avvenuta il 9 settembre 1990, è uscito, sempre presso Utet, un quarto volume di questa storia, dedicato al pensiero contemporaneo. Anche in questo caso, era stato lo stesso Abbagnano a incaricare Fornero di proseguire il suo lavoro, che si interrompeva con l'esistenzialismo e presentava solo un ultimo sintetico capitolo su alcuni degli sviluppi più recenti.
In questo nuovo volume, Fornero punta a una ricostruzione chiara e scientifica al tempo stesso. Una ricostruzione che, basandosi su una conoscenza diretta (o "di prima mano") degli autori trattati, si caratterizza per obiettività e rispetto delle posizioni di cui dà conto, evitando valutazioni teoretiche che non spettano allo storico. Al pari del suo maestro, Fornero insiste sull'autonomia della filosofia, che non si può dissolvere nelle scienze umane, nella politica o in altre discipline. Ma gli impetuosi sviluppi del pensiero novecentesco non erano esauriti in quel volume. Di conseguenza, nel 1994, Fornero ha pubblicato un secondo tomo del volume quarto della Storia della filosofia. Con questo contributo l'opera copre altri importanti settori della filosofia contemporanea.

### Dizionario di filosofia
Nel 1961 Abbagnano pubblicava presso la Utet la prima edizione del Dizionario di filosofia, un vastissimo elenco di lemmi tematici affrontati con grande attenzione allo sviluppo concettuale e con straordinaria capacità di sintesi che ne hanno fatto uno dei dizionari di filosofia più importanti a livello internazionale («Per chi voglia entrare nel recinto della filosofia – scriveva Bobbio – questo dizionario è un vestibolo quasi obbligato»). Nel 1971 ne curava una riedizione ampliata. Anche dopo la sua morte, il Dizionario restava un punto fermo della storiografia filosofica, ma iniziava ormai a mostrare dei limiti cronologici.
Così, nel 1998 Giovanni Fornero ha provveduto, coadiuvato da un gruppo di specialisti da lui coordinato e diretto, a redigerne una nuova edizione.
L'impostazione di fondo voluta da Abbagnano è conservata, cosicché vengono escluse le voci biografiche a favore dei lemmi concettuali. Sono centinaia le voci aggiornate, mantenendo la separazione fra il contributo originale di Abbagnano e l'aggiornamento, e le nuove voci inserite. L'opera continua così a proporsi come uno dei più ampi strumenti di consultazione.

### Filosofie del Novecento
L'attività storiografica di Fornero è proseguita anche dopo la morte di Abbagnano (1990). Infatti nel 2002, con Salvatore Tassinari come coautore e con la collaborazione di altri studiosi, Fornero pubblica presso Bruno Mondadori Le filosofie del Novecento, una delle più ampie e sistematiche ricostruzioni storiche del pensiero contemporaneo.
L'opera muove dal pensiero nietzschiano - inteso come crocevia della modernità - e presenta una serie di capitoli che danno conto, seguendo un'organizzazione tematica, dei principali autori e filoni della riflessione filosofica contemporanea: dalle grandi correnti del primo Novecento (neopositivismo, neocriticismo, spiritualismo, neoidealismo, pragmatismo), al marxismo e all'esistenzialismo in tutte le loro declinazioni, per giungere alle più recenti formulazioni dello strutturalismo, dell'epistemologia, della teologia, dell'ermeneutica e delle teorie politiche ed etiche.

## Gli studi sulla bioetica e la laicità

### Bioetica cattolica e bioetica laica
Forte degli studi storiografici ormai accumulati e sempre in linea con i sopraccitati presupposti metodologici, nel 2005 Fornero pubblica, presso Bruno Mondadori, il saggio Bioetica cattolica e bioetica laica (n. e. ampliata, ivi 2009).
In questo nuovo lavoro, Fornero si concentra sulle posizioni della bioetica cattolica ufficiale e su quelle della bioetica laico-secolare. Attraverso uno studio analitico e puntiglioso dei testi e a un metodo improntato a una sostanziale imparzialità, Fornero giunge a definire alcuni punti nodali che oppongono strutturalmente la bioetica cattolica e quella laica. Punti che si sintetizzano nella tesi cattolica della inviolabilità e indisponibilità della vita e nella tesi laica della disponibilità della vita.
Da un punto di vista contenutistico Fornero evita di prendere posizione a favore dell'uno o dell'altro modello. Tuttavia, il suo contributo produce una notevole chiarificazione delle posizioni in campo e ha il merito di porre empateticamente sotto gli occhi del lettore le strutture teoriche e concettuali che stanno alla base dei due "paradigmi" – merito che gli è stato riconosciuto da Gianni Vattimo, che ha parlato di «rispettosa capacità di ascolto», e da Vittorio Possenti, che a sua volta ha parlato di «giustizia intellettuale nel descrivere le varie posizioni in gioco».
Questo saggio ha originato un ampio dibattito, sia negli studi specialistici, sia nel mondo dell'informazione (come testimoniano le recensioni e i numerosi interventi apparsi sui quotidiani).
Dibattito continuato sia in Laicità debole e laicità forte (2008) sia in Laici e cattolici in bioetica: storia e teoria di un confronto (2012). Quest'ultimo volume, che si apre con un saggio di Maurizio Mori, completa il trittico. In esso si dà conto della nuova fase del dibattito sui concetti di bioetica cattolica e laica e si offre una serie di chiarificazioni e ampliamenti storico-concettuali, fra cui spicca l'approfondimento della nozione di "paradigma" che Fornero, partendo da Kuhn ma andando al di là di Kuhn, applica in modo originale alla bioetica.
Fra le novità del volume vi è la finale ammissione, da parte di alcuni autorevoli studiosi, dell'esistenza di una diversità paradigmatica fra la bioetica di matrice cattolica e la bioetica di matrice laica. Diversità di cui si auspica da molte parti il superamento, ma che di fatto esiste e, come ha continuato a mettere in luce Fornero, condiziona sul piano sia teorico sia pratico la vita odierna.

### La bioetica nell'età di Bergoglio
Gli studi di Fornero sulla bioetica hanno trovato una continuazione e uno sviluppo nel lavoro di Luca Lo Sapio Bioetica cattolica e bioetica laica nell'era di papa Francesco. Che cosa è cambiato? (Utet, Milano 2017) in cui l'autore affronta il tema delle ripercussioni bioetiche del pontificato di Bergoglio, mettendone in luce i tratti di novità e continuità rispetto al passato. Il volume è preceduto da un saggio dello stesso Fornero, in cui lo studioso offre un'ulteriore sintesi delle sue idee circa i paradigmi della biomorale cattolica e laica.

### Laicità in senso largo (o formale) e laicità in senso stretto (o sostanziale)
Alcune delle questioni poste in Bioetica cattolica e bioetica laica toccavano il generale argomento della laicità. Tant'è che Laicità debole e laicità forte (2008) prosegue l'analisi in questa direzione, oltrepassando l'ambito limitato della bioetica, pur continuando a usarlo come campo esemplare di indagine. In questo libro Fornero, ragionando in termini teorici e non solo storici, elabora una prospettiva filosofica sulla laicità che muove dalla distinzione analitica fra due diverse accezioni del termine "laicità": una larga o formale e una ristretta o sostanziale. Distinzione che lo studioso ritiene indispensabile per fare ordine e chiarezza intorno al concetto in questione e per giustificare, senza i consueti riduzionismi, i diversi modi con cui ci si può definire "laici".
In senso largo o formale (e quindi semanticamente più debole) la laicità allude a una serie di atteggiamenti metodici, validi sia sul piano conoscitivo (autonomia discorsiva, libero confronto delle idee) sia sul piano  giuridico (aconfessionalità dello Stato, tolleranza, pluralismo). Atteggiamenti che nelle società odierne, in virtù del loro carattere procedurale, possono (e dovrebbero) essere fatti propri dai cittadini, a prescindere dal fatto di essere credenti o meno (tant'è che oggi, nell'ambito di questa accezione di laicità, si parla comunemente di "laici credenti" e di "laici non credenti"). In senso stretto o sostanziale (e quindi semanticamente più forte) la laicità allude invece a quella determinata visione del mondo che è propria di coloro che non si limitano a seguire i sopraccitati criteri metodici, ma che pensano e vivono a prescindere da Dio e dall'adesione a un determinato credo religioso (tant'è, che oggi, nell'ambito di questa accezione di laicità, si parla comunemente di "credenti e laici" o, in Italia, di "cattolici e laici").
Fornero va quindi oltre la concezione fondamentalmente metodologica della laicità di maestri come Abbagnano e Bobbio (anche se in quest’ultimo, accanto alla prevalente visione procedurale. non mancano passi in cui “laico” e “concezione laica” vengono adoperati in senso stretto o sostantivo). Da ciò l'originalità del suo pensiero, che consiste non solo nel distinguere (operazione che non avevano fatto i suoi maestri), ma anche nel ritenere legittimi entrambi i significati (teorici e storici) del termine "laicità" insistendo – più di ogni altro studioso in Italia – sul fatto che non si deve "censurare" l'accezione ristretta o forte-sostanziale del vocabolo.
Insistenza che non gli impedisce di mettere in evidenza come la laicità propria dello Stato pluralista e democratico coincida, sul piano giuridico, con quella larga o procedurale, ossia con un tipo di laicità "inclusiva" capace di porsi come "metodologia del pluralismo" e quindi in grado di "ospitare" e far coesistere le diverse visioni del mondo, sia quelle di matrice religiosa sia quelle di matrice agnostica o atea. A proposito di questi studi sulla laicità si è parlato di pagine «pacate, chiare come uno specchio chiaro che riflette tutte le posizioni in campo senza mai deformarne nessuna per comodo di polemica».

## Imprescindibilità della filosofia
Sulle orme del suo maestro, Fornero è vivamente persuaso del valore e della necessità della filosofia. Da ciò il suo costante impegno ad argomentare con chiarezza questa tesi, mediante una proposta la cui peculiarità consiste nel ritenere che, prima di chiedersi (come si fa solitamente) se la filosofia sia utile o meno, bisogna chiedersi se da essa si possa prescindere o meno, ossia se sia davvero possibile, per l'uomo, vivere senza filosofare. Su questo punto lo studioso non ha dubbi: la filosofia è  un'esigenza che sgorga dalla vita stessa e dalle sue ineludibili domande, al punto che l'uomo, come non può fare a meno di respirare e pensare, così non può fare a meno di fare filosofia. Queste considerazioni vengono più organicamente sviluppate in Utilità della filosofia.

## Tra filosofia e diritto (1): indisponibilità e disponibilità della vita
Interessato da anni anche alle problematiche giuridiche riguardanti il fine vita, nel 2020 Fornero ha pubblicato presso la Utet un nuovo impegnato volume dal titolo Indisponibilità e disponibilità della vita: una difesa filosofico giuridica del suicidio assistito e dell'eutanasia volontaria. Si tratta di una  indagine interdisciplinare che nel corso delle sue ottocento pagine approfondisce con chiarezza una delle dicotomie fondamentali della cultura contemporanea, quella tra indisponibilità e disponibilità della propria vita. E ciò non solo sul piano storico-descrittivo (nel cui ambito offre comunque una documentazione amplissima che va dalla filosofia alla bioetica, dal diritto alla giurisprudenza italiana ed estera), ma anche su quello teorico-propositivo.
Esaminando a vario titolo questo binomio e mostrandone le rilevanti concretizzazioni giuridiche e penalistiche, l'opera approfondisce il tema del "diritto di morire", che viene studiato nelle sue tipologie più note (suicidio, rifiuto delle cure e morte assistita). Nella parte centrale del lavoro Fornero, operando come giusfilosofo, mette organicamente a fuoco il nesso fra il diritto di vivere e il diritto di morire, inteso, questo secondo diritto, come una articolazione interna del primo.
Su questa base l'autore perviene a prendere apertamente posizione a favore della morte medicalmente assistita. Segue una Appendice al volume, in cui egli insiste sulla "inaggirabilità" della filosofia anche in ambito giuridico, soprattutto in rapporto alle complesse e cruciali questioni del fine vita.
Significativo il giudizio di taluni autorevoli studiosi. Il penalista Giovanni Fiandaca parlando, nel corso di un dibattito, del «ponderoso volume» del filosofo - che egli descrive come una «importante e impegnativa impresa intellettuale, nella quale sapientemente interagiscono la speculazione filosofica, la teorizzazione giuridica e, ulteriore merito non secondario, la inclinazione a cogliere i nessi tra le idee generali e i loro possibili riflessi esistenziali sulla vita delle persone in carne ed ossa» - scrive: «se il diritto, e in particolare il diritto penale è anche filosofia, tra i luoghi tematici in cui questa connessione si fa più intima ed evidente rientrano senza dubbio le controverse e tormentose questioni di fine-vita. E il recente libro di Fornero ne fornisce una riprova non solo inconfutabile, ma altresì sorretta da una ampiezza sia di argomenti che di riscontri a vari livelli, finora mai eguagliata nella pur vasta letteratura multidisciplinare preesistente». La filosofa del diritto Patrizia Borsellino parla di un libro «destinato a rappresentare un passaggio obbligato per chi, nell'affrontare le controverse questioni di fine vita, intenda comprendere quali siano - per usare le parole dell'autore - "le radici teoriche ultime" delle contrapposte posizioni». La costituzionalista Chiara Tripodina discorre a sua volta di una ricostruzione che ha «osato portare avanti il discorso anche lungo "sentieri poco affollati" con chiarezza e profondità». Più recentemente il giurista Francesco Diamanti ne ha parlato come di un lavoro «d'importanza fondamentale per la letteratura nazionale».

## Tra filosofia e diritto (2): il diritto di andarsene
Come il libro precedente su Indisponibilità e disponibilità della vita, di cui rappresenta una continuazione e un completamento, il nuovo, significativo saggio di Fornero, dall’emblematico titolo Il diritto di andarsene (Utet 2023, ristampa 2024), si chiede se l'individuo abbia – e sino a che punto – la legittima facoltà di "disporre" della propria vita e un eventuale "diritto" di congedarsi da essa. Pur concentrandosi programmaticamente su questa "nodale" questione filosofica e di principio – oggi più attuale che mai – l'opera non si muove esclusivamente su un piano etico e bioetico, ma tiene presente anche le discussioni propriamente giuridiche e biogiuridiche, pur evitando di appiattirsi sopra di esse, anzi sottoponendole criticamente a un esame logico.
Da ciò l'originalità metodologica del volume che, muovendosi tra filosofia, diritto, medicina e politica, ha un carattere spiccatamente interdisciplinare, volto a mostrare, tra le altre cose, come certi princìpi giuridici di base e come la stessa concezione tradizionale della medicina presuppongano, a monte, determinati princìpi filosofici che ne rappresentano le direttive teoriche e le opzioni fondanti. Questo, nell’ambito di un discorso – specialistico e al tempo stesso divulgativo – che si ispira agli ideali della chiarezza espositiva e del rigore concettuale.
Rispetto al libro del 2020, questo nuovo volume si caratterizza per una maggior radicalità del discorso teorico e per talune vistose novità. Come ad esempio, il rilievo attribuito alla Corte costituzionale tedesca, alle alternative alla morte medicalmente assistita, alle questioni connesse alla stanchezza di vivere degli anziani e al problema della sofferenza generata non solo da patologie di matrice non solo fisica, ma anche esistenziale. Per questo taglio anche "avveniristico", Marco Cappato, nella Prefazione al volume, ne ha parlato come di «un libro coraggioso e proiettato verso il futuro». Giudizi analoghi sono stati espressi da alcuni giuristi. Ad esempio Adelmo Manna lo ha definito «un interessante e coraggioso volume». Lucia Risicato «una trattazione filosofico-giuridica coraggiosa e coerente». Ugo Adamo ha scritto che attualmente in tema di decisioni sul fine vita rappresenta «uno dei testi più importanti». Evidenziando questa incidenza sui giuristi del saggio giusfilosofico di Fornero, Roberto D'Andrea ne ha parlato a sua volta come di «un libro che offre anche al giurista importanti lezioni di metodo e di merito».

## Opere

### Opere storiografiche
- Storia della filosofia, La filosofia contemporanea, IV*, Utet, Torino 1991 (trad. spagnola, Historia de la Filosofía, Ediciones Hora S. A., Barcellona 1996)
- Storia della filosofia, La filosofia contemporanea, IV**, Utet, Torino 1994
- Dizionario di filosofia, Utet, Torino 1998 (trad. spagnola, Diccionario de Filosofía, Ed. Martin Fontes, São Paolo 1998)
- Le filosofie del Novecento, B. Mondadori, Milano 2002

### Opere su bioetica, laicità e fine vita
- Bioetica cattolica e bioetica laica, B. Mondadori, Milano 2005, nuova edizione ampliata ivi, 2009
- Laicità debole e laicità forte, B. Mondadori, Milano 2008

- Laici e cattolici in bioetica: storia e teoria di un confronto (in collaborazione con M. Mori), Le Lettere, Firenze 2012
- Indisponibilità e disponibilità della vita: una difesa filosofico giuridica del suicidio assistito e dell'eutanasia volontaria, Utet, Milano 2020
- Il diritto di andarsene. Filosofia e diritto del fine vita tra presente e futuro, Utet, Milano 2023

### Articoli e interventi su bioetica e laicità
- Un passo in avanti. Risposte a Mordacci e Corbellini, in Vale ancora la contrapposizione tra bioetica cattolica e bioetica laica?, «Politeia», XXIII, n. 88, 2007, pp. 241-247.
- Due significati irrinunciabili di laicità, in AA.VV., La laicità vista dai laici, a cura di E. D'Orazio, Egea - Università Bocconi Editori, Milano 2009, pp. 61-74.
- Etsi non daretur, laicità e bioetica da Scarpelli a Lecaldano, in Eugenio Lecaldano. L'etica, la storia della filosofia e l'impegno civile, a cura di P. Donatelli e M. Mori, Le Lettere, Firenze 2010, pp. 84-101.
- Bioetica, laicità e "bioetica laica", in Diritto, Bioetica e Laicità. Commenti a Bioetica tra "morali" e diritto di P. Borsellino, «Politeia», XXVI, n. 97, 2010, pp. 105-108.
- Non esiste solo la "bioetica cattolica". Nota sui rapporti fra i valdesi e la bioetica, «Bioetica. Rivista interdisciplinare», XVII, n. 4, 2010, pp. 852-867.
- Il "maggior bioeticista cattolico". Considerazioni sul paradigma bioetico di Sgreccia e sulle sue peculiarità e differenze rispetto ad altri modelli bioetici di matrice cattolica, in Vita, ragione, dialogo. Scritti in onore di Elio Sgreccia, Cantagalli, Siena 2012, pp. 205-215.
- Risposte ai critici, in Il dibattito su bioetica laica e bioetica cattolica. Commenti a Laici e cattolici in bioetica di G. Fornero e M. Mori, «Politeia», XXIX, n. 112, 2013, pp. 101-107.

- Scarpelli e il tema della laicità, in  L’eredità di Uberto Scarpelli, a cura di P. Borsellino - S. Salardi - M. Saporiti, Giappichelli, Torino 2014, pp. 133-141.
- Voce Laicità, in Enciclopedia di bioetica e scienza giuridica, diretta da E. Sgreccia - A. Tarantino, Edizioni Scientifiche Italiane, Napoli 2014, vol. VII, pp. 771-784.
- Bioetica cattolica e bioetica laica: tra passato e presente, in L. Lo Sapio, Bioetica cattolica e bioetica laica nell'era di papa Francesco. Che cosa è cambiato?, con un saggio di G. Fornero, UTET, Milano 2017, pp. 7-47.
- Magistero bioetico cattolico e bioetica laico-secolare: tra passato e futuro, in AA.VV., Bioetica tra passato e futuro. Da van Potter alla società 5.0, a cura di E. Larghero - M. Lombardi Ricci, Edizioni Effatà, Cantalupa (TO) 2019, pp. 287-307.
- Bioetica cattolica e bioetica laica: un bilancio critico, in AA. VV., La filosofia e l'impegno civile di Maurizio Mori. Quarant'anni di bioetica in Italia, a cura di P. Donatelli - E. D'Orazio, Le Lettere, Firenze 2021, pp. 185-196.
- Bioetica laica e cattolica. Un dialogo possibile? in Manuale di Bioetica, a cura di E. Larghero e G. Zeppegno, 3 volumi, Effatà, Torino 2024, vol. 1°, pp. 247-262.

### Manuali
- Filosofi e filosofie nella storia, Paravia, Torino 1986.
- Protagonisti e testi della filosofia, Paravia, Torino 1996, 1999, n. e. 2006.
- Itinerari di filosofia, Paravia, Torino 2002.
- La filosofia, Paravia, Torino 2009.
- La ricerca del pensiero, Paravia, Torino 2012.
- Percorsi della filosofia, Paravia, Torino 2012.
- L'ideale e il reale, Paravia, Torino 2013.
- Con-Filosofare, Paravia, Torino 2016.
- I nodi del pensiero, Paravia, Torino 2017.
- La filosofia e l'esistenza, Paravia, Torino 2021.